# Trần Thuỵ Phong
Trần Thụy Phong (tiếng Trung giản thể: 陈瑞峰, bính âm Hán ngữ: Chén Ruìfēng, sinh tháng 5 năm 1966, người Hán) là chính trị gia nước Cộng hòa Nhân dân Trung Hoa. Ông là Ủy viên dự khuyết Ủy ban Trung ương Đảng Cộng sản Trung Quốc khóa XX, hiện là Thường vụ Tỉnh ủy Thanh Hải, Bí thư Thành ủy Tây Ninh. Ông từng là Bộ trưởng Bộ Tuyên truyền Tỉnh ủy Thanh Hải.
Trần Thụy Phong là đảng viên Đảng Cộng sản Trung Quốc, học vị Cử nhân Chính trị, Thạc sĩ Luật học. Ông có 25 năm công tác ở các cơ quan trung ương trước khi được điều về Hồ Bắc, Thanh Hải.

## Xuất thân và giáo dục
Trần Thụy Phong sinh vào tháng 5 năm 1966 tại huyện Giao Nam, nay là thành phố cấp huyện của thành phố Thanh Đảo, tỉnh Sơn Đông, Cộng hòa Nhân dân Trung Hoa. Ông lớn lên và tốt nghiệp cao trung ở Giao Nam, đến tháng 9 năm 1983 thì nhập học hệ chính trị của Trường chuyên khoa Sư phạm Thanh Đảo – nay là Đại học Thanh Đảo, học về chính trị chuyên nghiệp cho đến tháng 9 năm 1985, rồi sau đó tiếp tục học về chính trị học ở Đại học Sư phạm Khúc Phụ ở Tế Ninh, nhận bằng cử nhân đại học ở đây. Sau tốt nghiệp Khúc Phụ, ông thi đỗ chương trình nghiên cứu sinh toàn thời gian, học ở hệ quản lý hành chính và chính trị học của Đại học Bắc Kinh về lịch sử Đảng Cộng sản, tốt nghiệp Thạc sĩ Luật học vào tháng 1 năm 1990. Trần Thụy Phong được kết nạp Đảng Cộng sản Trung Quốc vào tháng 4 năm 1989 ở Bắc Đại.

## Sự nghiệp

### Các giai đoạn
Tháng 1 năm 1990, sau khi hoàn thành 7 năm học ở 3 trường, Trần Thụy Phong được nhận vào Nhà máy Máy tính thứ 2 Bắc Kinh – một xí nghiệp nhà nước chuyên chế tạo máy tính ở thủ đô, làm cán bộ bộ phận tuyên truyền của Đảng ủy nhà máy. Làm việc ở đây trong thời gian ngắn hơn 10 tháng thì ông được điều tới Bộ Tuyên truyền Trung ương Đảng Cộng sản Trung Quốc để công tác ở vị trí cán bộ Phòng Giáo dục Đảng viên của Cục Tuyên truyền của bộ. Trong giai đoạn này, ông dần dần được nâng ngạch là phó chủ nhiệm khoa viên từ tháng 3 năm 1992, chủ nhiệm từ tháng 6 năm 1994, thăng chức Phó Trưởng phòng từ tháng 8 năm 1996 và là Trưởng phòng từ tháng 8 năm 2000. Đến tháng 7 năm 2004, ông được điều sang Ủy ban Chỉ đạo kiến thiết Văn minh tinh thần Trung ương làm Phó Tổ trưởng Tổ điều tra nghiên cứu của Văn phòng Ủy ban, cấp phó cục. Công tác được 5 năm thì ông được điều tới Quỹ phục vụ chí nguyện Trung Quốc làm Tổng thư ký ban thư ký, cấp chính cục thêm 5 năm cho đến tháng 7 năm 2014 thì trở lại Bộ Trung Tuyên làm Cục trưởng Cục Tuyên giáo.

### Hồ Bắc và Thanh Hải
Tháng 8 năm 2016, Trần Thụy Phong được điều về thủ phủ Vũ Hán của Hồ Bắc, nhậm chức Phó Bí thư Thành ủy, rồi kiêm nhiệm Hiệu trưởng Trường Đảng Thành ủy từ tháng 10 cùng năm, đồng thời là Bí thư Ủy ban Chính Pháp Thành ủy từ đầu năm 2017. Cũng trong năm 2017, ông chuyển chức làm Phó Bí thư Đảng tổ, Phó Thị trưởng thường vụ của Vũ Hán, là Ủy viên Tỉnh ủy, kiêm những vị trí khác như Viện trưởng Học viện Hành chính Vũ Hán, Bí thư Ủy ban Công tác Tân khu Trường Giang Vũ Hán. Tháng 11 năm 2018, ông được điều tới địa cấp thị Tùy Châu làm Bí thư Thị ủy, kiêm Chủ nhiệm Ủy ban Thường vụ Nhân đại Tùy Châu trong năm 2019. Vào giai đoạn này ông từng đảm nhiệm vị trí Phó Chủ nhiệm Ủy ban chấp hành, Tổng thư ký của Military World Games 2019 của Vũ Hán.
Tháng 7 năm 2020, Trần Thụy Phong được điều đến Thanh Hải, được chỉ định vào Ủy ban Thường vụ Tỉnh ủy, phân công làm Bộ trưởng Bộ Tuyên truyền Tỉnh ủy Thanh Hải. Đến ngày 9 tháng 1 năm 2021, ông được phân về thủ phủ Tây Ninh để nhậm chức Bí thư Thành ủy, lãnh đạo toàn diện thành phố này, kiêm nhiệm là Bí thư Ủy ban Công tác Đảng của 2 khu vực gồm Khu Khai phát kỹ thuật kinh tế Tây Ninh và Khu Khai phát sản nghiệp kỹ thuật công nghệ cao Quốc gia Tây Ninh. Cuối năm 2022, ông là đại biểu của đoàn Thanh Hải dự Đại hội Đảng Cộng sản Trung Quốc lần thứ XX. Trong quá trình bầu cử tại đại hội, ông được bầu là Ủy viên dự khuyết Ủy ban Trung ương Đảng Cộng sản Trung Quốc khóa XX.